# Вологі ліси Солімойнсу та Жапури
Вологі ліси Солімойнсу та Жапури (ідентифікатор WWF: NT0163) — неотропічний екорегіон тропічних та субтропічних вологих широколистяних лісів, розташований на заході Амазонії.

## Географія
Екорегіон вологих лісів Солімойнсу та Жапури простягається із заходу на схід через територію департаменту Амасонас, розташованого на крайньому південному сході Колумбії, департаменту Лорето, розташованого на крайньому північному сході Перу, та штату Амазонас, розташованого на заході Бразилії. Північна межа екорегіону визначається річкою Какета або Жапура, а південна межа — Амазонкою або Солімойнсом, як ця велика річка відома у верхній течії. Серед інших великих річок, що протікають територією екорегіону, слід відзначити річку Путумайо, яка формує частину колумбійсько-бразильського кордону, та річку Напо.
Екорегіон розташований в межах Амазонської низовини, що утворилася у третинному періоді. Його рельєф представлений заплавами річок, алювіальними рівнинами та пагорбами, що лежать на висоті від 100 до 220 м над рівнем моря, однак у колумбійській частині екорегіону є поодинокі пісковикові плато висотою до 500 м. Ґрунти регіону характеризуються високим різноманіттям, однак, як правило, вони представлені бідними на поживні речовини оксісолями та ультісолями, які мають високий вміст алюмінію та заліза.
На північний схід від екорегіону поширені вологі ліси Жапури, Солімойнсу та Негру, на північ — вологі ліси Какети, а на захід — вологі ліси Напо. У заплавах Амазонки на південь від екорегіону поширені варзейські ліси Ікітосу та варзейські ліси Пурусу, які відділяють вологі ліси Солімойнсу та Жапури від вологих лісів Південно-Західної Амазонії, поширених на південному заході, та від вологих лісів Журуа і Пурусу, поширених на південному сході. Ізольовані ділянки заболочених лісів, поширені в заплавах річок у внутрішній частині регіону, також є частиною екорегіону варзейських лісів Пурусу.

## Клімат
В межах екорегіону переважає екваторіальний клімат (Af за класифікацією кліматів Кеппена). Середньорічна температура становить 24 °C, а середньорічна кількість опадів перевищує 3000 мм, розподіл яких відносно рівномірний протягом року.

## Флора
Рослинний покрив екорегіону представлений тропічними дощовими лісами. Завдяки високій кількості опадів, різноманіттю рельєфу та типів ґрунтів, а також завдяки поєднанню історичних біогеографічних закономірностей ці ліси характеризуються одним з найвищих рівнів флористичного різноманіття у світі.
Лише в колумбійській частині екорегіону виявлено 15 типів рослинності. Основними рослинними угрупованнями регіону є високі, густі вічнозелені ліси терра-фірме, які ростуть на узвишшях і тому не затоплюються водою річок під час повеней. Лісовий намет в них розташований на висоті 35 м над землею, а поодинокі емерджентні дерева, що підіймаються над ним, виростають до 40 м заввишки. Також в регіоні зустрічаються добре дреновані височинні ліси, заболочені ліси, добре або погано дреновані заплавні ліси, розподіл яких залежить від рельєфу та ґрунтів. Кожен тип лісу має дещо відмінну структуру та видовий склад. Заплавні варзейські ліси багатші на поживні речовини, ніж ліси, що ростуть на узвишшях, оскільки біловодні річки, що стікають зі східних схилів Анд, несуть багато органічного та мінерального осаду, який відкладаються в ґрунті. У перуанській частині екорегіону зустрічаються ділянки дуже бідних на поживні речовини білопіщаних ґрунтів, які підтримують особливий тип рослинності — низькорослі склерофільні чагарники або відкриті низькорослі ліси кампінарани. Їхня флора відрізняється від флори навколишніх лісів терра-фірме і характеризується високим рівнем ендемізму. Пісковикові плато, розташовані в колумбійській частині екорегіону, підтримують чагарники та савани, флора споріднена з флорою Гвіанського нагір'я.
Загалом флора тропічних лісів Солімойнсу та Жапури типова для флори амазонської сельви. Більшість дерев, поширених у цих лісах, є представниками родин Аннонові (Annonaceae), Лецитисові (Lecythidaceae), Мускатникові (Myristicaceae), Бобові (Fabaceae) та Сапотові (Sapotaceae). Серед найвищих дерев регіону, що підіймаються над лісовим наметом, слід відзначити бавовняне дерево (Ceiba pentandra), амазонську терміналію (Terminalia amazonica), звичайну кедрелінгу (Cedrelinga cateniformis) та гвіанську гевею (Hevea guianensis var. lutea). Серед інших дерев, поширених в регіоні, слід відзначити суринамську віролу (Virola surinamensis), духмяну кедрелу (Cedrela odorata) та гвіанське крабове дерево (Carapa guianensis), деревина яких високо цінується. В густому підліску росте безліч ліан, пальм, епіфітів, мохів та папоротей.

## Фауна
Фауна регіону також характеризується високим різноманіттям. Вона включає понад 180 видів ссавців та понад 540 видів птахів. Серед великих ссавців, поширених в лісах екорегіону, слід відзначити південноамериканського тапіра (Tapirus terrestris), звичайного пекарі (Tayassu pecari), ошийникового пекарі (Dicotyles tajacu), американську мазаму (Mazama americana), амазонійську мазаму (Mazama nemorivaga), рудого ревуна (Alouatta seniculus), гігантську видру (Pteronura brasiliensis), велику капібару (Hydrochoeris hydrochaeris), бурогорлого лінивця (Bradypus variegatus) та південного двопалого лінивця (Choloepus didactylus), а також пуму (Puma concolor) та ягуара (Panthera onca), найбільших хижаків Амазонії. У річках регіону зустрічаються амазонські річкові дельфіни (Inia geoffrensis), прісноводні дельфіни тукуші (Sotalia fluviatilis) та амазонські ламантини (Trichechus inunguis).
Серед менших ссавців, поширених в регіоні, слід відзначити звичайну шерстисту мавпу (Lagothrix lagothricha), нічну мавпу Спікса (Aotus vociferans), чубатого капуцина (Sapajus apella), перуанського білолобого капуцина (Cebus yuracus), мармозетку Гельді (Callimico goeldii), саймірі Гумбольдта (Saimiri cassiquiarensis), оцелота (Leopardus pardalis), маргая (Leopardus wiedii), ягуарунді (Herpailurus yagouaroundi), чагарникового пса (Speothos venaticus), коротковухого пса (Atelocynus microtis), тайру (Eira barbara), кінкажу (Potos flavus), ракуна-крабоїда (Procyon cancrivorus), амазонську носуху (Nasua nasua), неотропічну видру (Lontra longicaudis), амазонську ласицю (Neogale africana), низинну паку (Cuniculus paca), чорного агуті (Dasyprocta fuliginosa), зеленого акучі (Myoprocta pratti), північноамазонську вивірку (Sciurus igniventris), південноамазонську вивірку (Sciurus spadiceus), амазонську карликову вивірку (Microsciurus flaviventer), південного опосума (Didelphis marsupialis), південного голохвостого броненосця (Cabassous unicinctus), американського тамандуа (Tamandua tetradactyla) та великого листоноса (Vampyrum spectrum). Ендеміками екорегіону є волохаті сакі (Pithecia hirsuta), руді уакарі (Cacajao rubicundus) та тамарини Лессона (Leontocebus fuscus), а майже ендемічними його представниками — жовторукі тіті (Cheracebus lucifer), карликові ігрунки (Cebuella pygmaea) та чорноспинні тамарини (Leontocebus nigricollis).
Серед поширених в екорегіоні птахів слід відзначити гоко (Nothocrax urumutum), амазонійського татаупу (Crypturellus variegatus), цятковану чачалаку (Ortalis guttata), білогузого міту (Mitu salvini), коста-риканського голуба (Patagioenas subvinacea), червонодзьобу таязуру (Neomorphus pucheranii), довгодзьобого ерміта (Phaethornis malaris), сірогрудого колібрі-шаблекрила (Campylopterus largipennis), буроголового колібрі-лісовичка (Thalurania furcata), чорногорлого колібрі-діаманта (Heliodoxa schreibersii), велику гарпію (Harpia harpyja), амазонійську сплюшку (Megascops watsonii), амазонійського трогона (Trogon ramonianus), червонодзьобого квезаля (Pharomachrus pavoninus), червонодзьобого тукана (Ramphastos tucanus), каштановошийого аракарі (Pteroglossus castanotis), чорноволу ятлу (Celeus torquatus), золотогорлого евбуко (Eubucco richardsoni), еквадорську якамару (Galbula tombacea), колумбійську якамару-куцохвоста (Galbalcyrhynchus leucotis), червоного ару (Ara macao), червоно-зеленого ару (Ara chloropterus), венесуельського амазона (Amazona amazonica), тринідадського амазона (Amazona ochrocephala), сіроголового аратингу (Aratinga auricapillus), синьоголового папугу-червоногуза (Pionus menstruus), амазонійського сорокуша (Thamnophilus amazonicus), перуанського кадука (Epinecrophylla haematonota), чорного кущовика (Neoctantes niger), перуанського кущівника-чубаня (Frederickena fulva), білощоку мурав'янку (Gymnopithys leucaspis), жовтоброву мурав'янку-прудкокрила (Hypocnemis hypoxantha), гаянську пигу (Lipaugus vociferans), амазонійського дереволаза-серподзьоба (Campylorhamphus procurvoides), лісового тиранця (Myiopagis gaimardii), оливкового ірличка (Piprites chloris), сіру планідеру (Rhytipterna simplex), амазонійського дрозда (Turdus hauxwelli), дроздового різжака (Campylorhynchus turdinus), амазонійського поплітника (Cantorchilus leucotis), жовтохвостого касика (Cacicus cela), золотолобу гутураму (Euphonia xanthogaster), великого саї (Chlorophanes spiza), пурпурову танагру-медоїда (Cyanerpes caeruleus), пурпурову тапірангу (Ramphocelus carbo) та блакитного цукриста (Dacnis cayana). Майже ендемічними представниками екорегіону є амазонійські кракси (Crax globulosa), рудогорлі мурашниці (Grallaria dignissima), рудоволі мухоїди (Tolmomyias traylori) та колумбійські мухолови (Poecilotriccus calopterus).
Серед поширених в екорегіоні плазунів слід відзначити велетенську південноамериканську річкову черепаху або аррау (Podocnemis expansa), зубчасту черепаху (Chelonoidis denticulatus), крокодилового каймана (Caiman crocodilus), чорного каймана (Melanosuchus niger), карликового каймана Кюв'є (Paleosuchus palpebrosus), звичайного удава (Boa constrictor), амазонського деревного удава (Corallus batesii), південноамериканського бушмейстера (Lachesis muta), зелену анаконду (Eunectes murinus), звичайну ігуану (Iguana iguana) та золотого тегу (Tupinambis teguixin). У водоймах регіону мешкає багато різноманітних риб, зокрема поширені в акваріумістиці сріблясті аравани (Osteoglossum bicirrhosum), хіфесобрикони (Hyphessobrycon) та бриконопси (Bryconops), а також кілька видів піраній (Serrasalmus) та плямисті річкові скати (Potamotrygon motoro).

## Збереження
Значна частина лісів екорегіону залишається незайманою, однак частина лісів уздовж річок Какета та Путумайо була вирубана та перетворена на пасовища і плантації коки (Erythroxylum coca). Основними загрозами для збереження природи регіону є лісозаготівля, гірничодобувна діяльність, розвиток сільського господарства, а також вилов і торгівля дикими тваринами.
Оцінка 2017 року показала, що 45 091 км², або 27 % екорегіону, є заповідними територіями. Природоохоронні території включають: Національний природний парк Кауїнарі, Національний природний парк Амакаяку та Національний природний парк Ріо-Пуре в Колумбії, Національний парк Ягуас та Регіональну природоохоронну територію Ампіяку-Апаяку в Перу, а також Екологічну станцію Жуамі-Жапура, Заповідник сталого розвитку Мамірауа та Заповідник Ауаті-Парана в Бразилії.